# Ciência e tecnologia na Itália

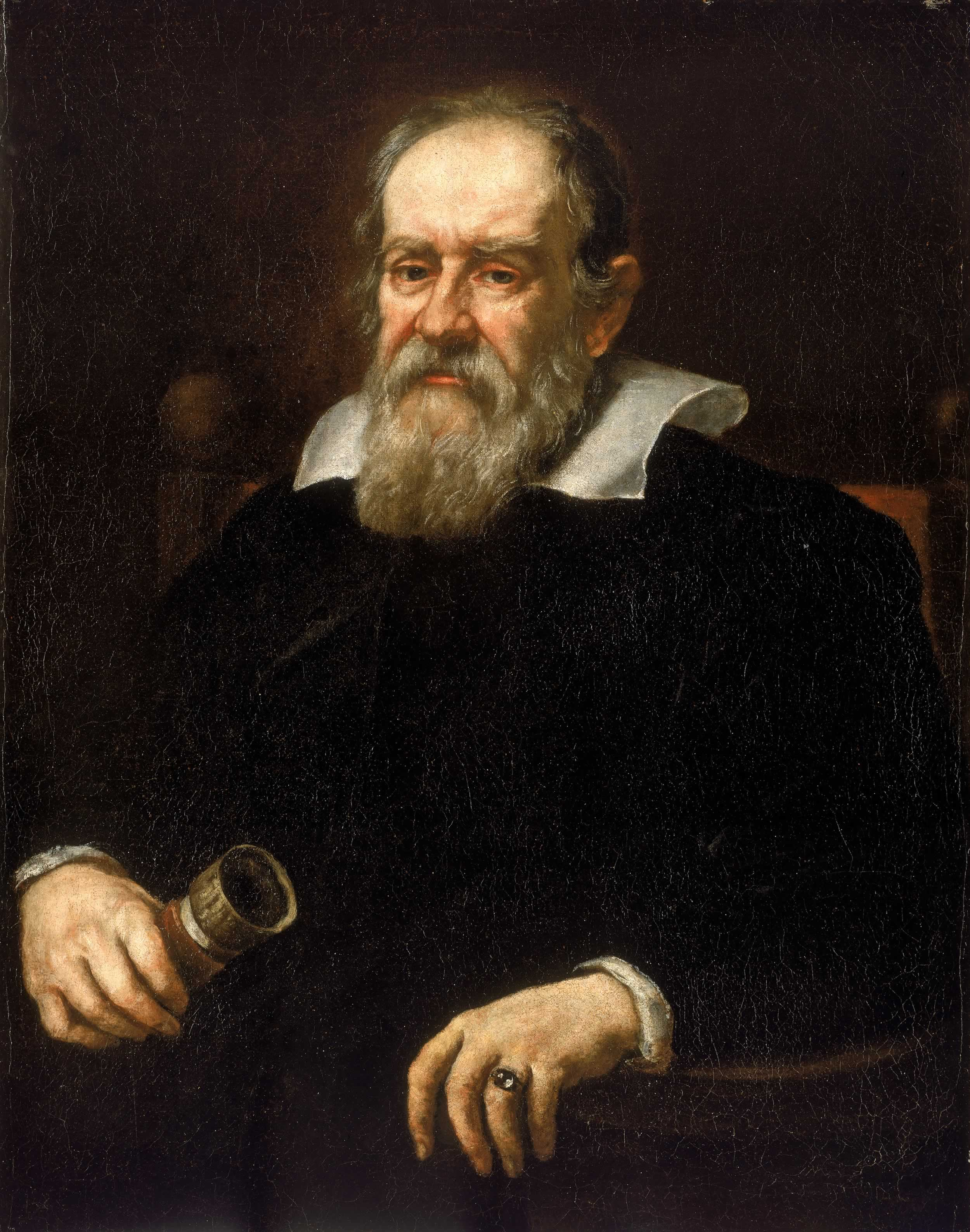
Galileu Galilei, o Pai da ciência moderna, física e da astronomia

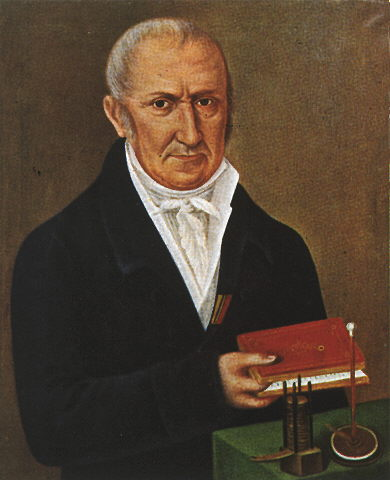
Conde Alessandro Volta, que inventou a bateria elétrica e descobriu o metano

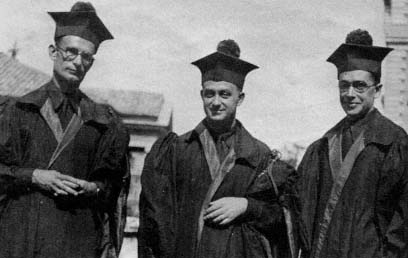
Enrico Fermi, Emilio Segrè e Franco Rasetti, figuras importantes para criação das armas nucleares.

A Itália tem uma longa presença na ciência e tecnologia, do Renascimento à época Romana. Através dos séculos, a Itália tem avançado na comunidade científica, e produziu grandes invenções e descobertas na biologia, física, química, matemática, astronomia e outras ciências. Atualmente a Itália é o sexto maior produtor de artigos científicos do mundo, a frente do Japão e atrás da Alemanha; gerando mais de 155 mil documentos no ano de 2019 e com mais de 2 milhões de documentos gerados entre 1996 e 2020.

## História

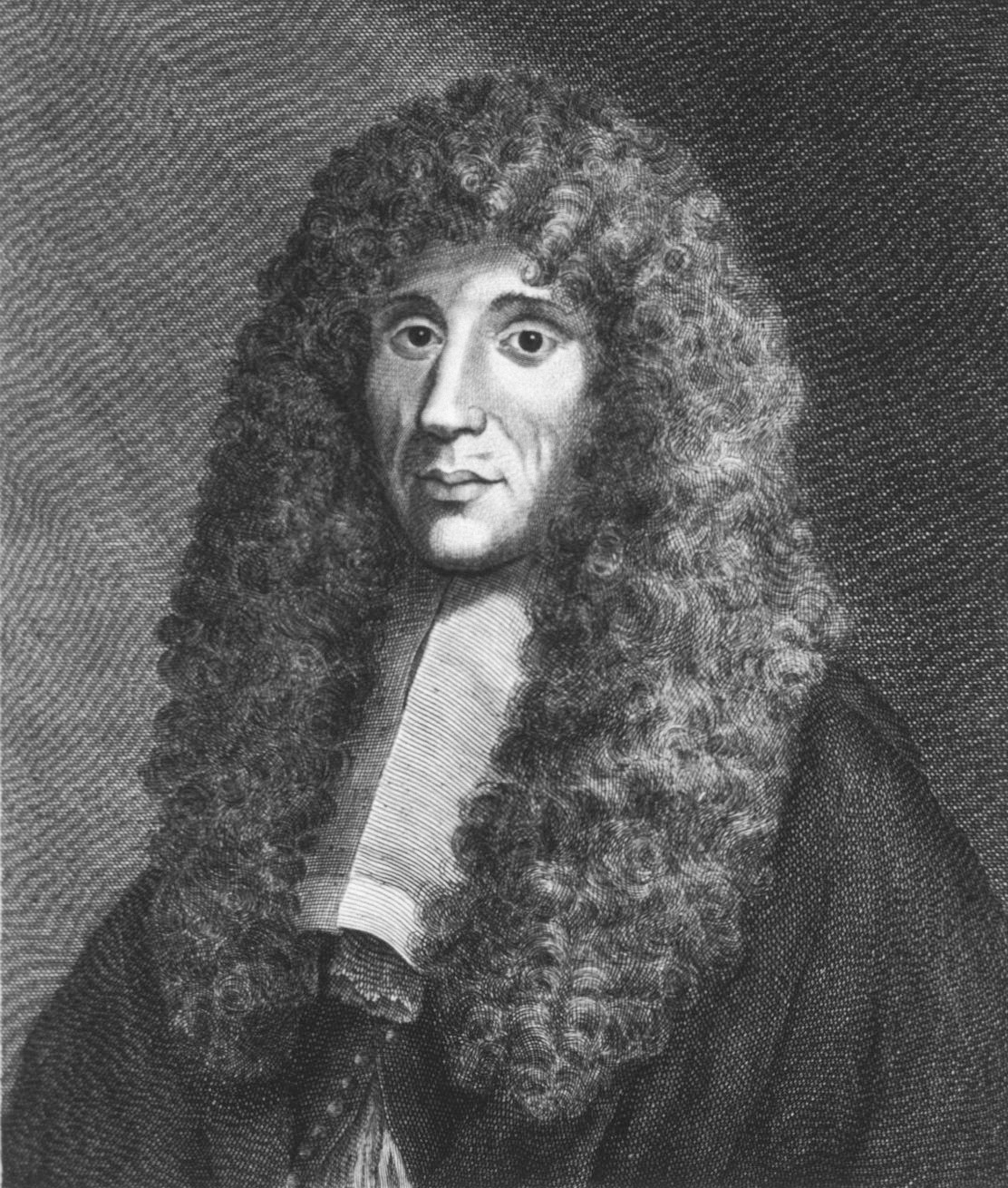
Francesco Redi, o fundador da biologia experimental, é referido como o Pai da moderna parasitologia

### Engenharia romana
No primeiro século d.c. Roma tinha se tornada a maior e mais avançada cidade do mundo. Os antigos Romanos criaram novas tecnologias para melhorar os sistemas de saneamento, estradas e edifícios da cidade. Eles desenvolveram um sistema de aquedutos que canalizava  água doce para a cidade e construíram esgotos que eliminavam os resíduos da cidade. Os romanos mais ricos viviam em grandes casas com jardins. A maioria da população, no entanto, vivia em apartamentos de edifícios feitos de pedra, concreto ou de pedra calcária. Os Romanos desenvolveram novas técnicas e usara materiais, tais como o solo vulcânico de Pozzuoli, uma aldeia perto de Nápoles, para fazer do seu cimento mais duro e mais forte. Este concreto, permitiu-lhes construir grandes edifícios de apartamentos chamados de insulae.

### Ciência na Renascença
A itália teve uma  "idade de ouro" científica durante o Renascimento. Leonardo da Vinci foi treinado para ser um pintor, mas seus interesses e realizações espalharam-se em uma surpreendente variedade de campos que são agora considerados especialidades científicas. Ele concebeu ideias muito à frente de seu tempo. Notavelmente, ele inventou os conceitos para o helicóptero, veículos armados de combate, o uso de energia solar concentrada, a calculadora, uma teoria rudimentar das placas tectônicas, o casco duplo, e muitos outros, usando a inspiração de ideias chinesas. Além disso, ele avançou grandemente nos campos de conhecimento em anatomia, astronomia, engenharia civil,  óptica e hidrodinâmica.
O cientista Galileu Galilei é considerado o primeiro cientista moderno. Sua obra constitui uma quebra significativa daquelas de Aristóteles, filósofos e cientistas medievais (que foram então referidos como "filósofos naturais"). As realizações de Galileu incluem melhorias no telescópio, várias observações astronômicas, e a formulação inicial para a primeira e segunda leis do movimento. Galileu foi suprimido pela Igreja Católica, mas foi um dos fundadores da ciência moderna.

### Início da era moderna
Dentre os destaques, tem-se o astrônomo Giovanni Domenico Cassini, que fez muitas descobertas importantes sobre o Sistema Solar; o físico Alessandro Volta, que inventou a bateria elétrica, fornecendo, assim, pela primeira vez, uma constante fonte de corrente elétrica; os matemáticos Giuseppe Peano, Lagrange, Fibonacci, e Gerolamo Cardano, cujo Ars Magna é geralmente reconhecido como o primeiro tratamento moderno de matemática, e fez avanços fundamentais para o campo; Marcello Malpighi, um médico e fundador da anatomia microscópica; o biólogo Lazzaro Spallanzani, que realizou pesquisas importantes nas funções corporais, reprodução animal e teoria celular; o médico, patologista, cientista e laureado pelo Prêmio Nobel Camillo Golgi, cujas muitas realizações incluem a descoberta do aparelho de Golgi, e o seu papel em preparar o caminho para a aceitação da doutrina do Neurônio; Giulio Natta, prêmio Nobel pela polimerização de plásticos.

## Física
Guglielmo Marconi recebeu o Prêmio Nobel de Física, em reconhecimento ao seu trabalho para o desenvolvimento da telegrafia sem fio.
Dentre outras figuras notáveis incluem o físico Enrico Fermi, que descobriu as estatísticas de Fermi–Dirac, descreveu o decaimento beta, estabeleceu as propriedades de nêutrons lentos, e construiu o primeiro reator nuclear. Fermi desempenhou um papel importante na construção da primeira bomba atômica. Um de seus assistentes, Bruno Pontecorvo, era também um agente Soviética, que desertou para a União Soviética, em 1950, onde ele continuou a sua pesquisa.

## Instituições
- Agência Espacial Italiana
- Academia Nacional dos Linces
- Laboratório Nacional do Gran Sasso

### Principais universidades
| Dr acordo com o Academic Ranking of World Universities | Dr acordo com o Academic Ranking of World Universities                               | Dr acordo com o Academic Ranking of World Universities | Dr acordo com o Academic Ranking of World Universities |
| #                                                      | Instituição                                                                          | Rank mundial em 2014                                   | Rank mundial em 2017                                   |
| ------------------------------------------------------ | ------------------------------------------------------------------------------------ | ------------------------------------------------------ | ------------------------------------------------------ |
| 1-2                                                    | Universidade de Roma "La Sapienza" (Sapienza – Università di Roma)                   | 151-200                                                | 151-200                                                |
| 1-2                                                    | Universidade de Pádua (Università degli Studi di Padova)                             | 151-200                                                | 151-200                                                |
| 3-7                                                    | Politecnico di Milano (Politecnico di Milano)                                        | 201-300                                                | 201-300                                                |
| 3-7                                                    | Universidade de Bolonha (Alma Mater Studiorum – Università di Bologna)               | 151-200                                                | 201-300                                                |
| 3-7                                                    | Universidade de Milão (Università degli Studi di Milano)                             | 151-200                                                | 201-300                                                |
| 3-7                                                    | Universidade de Pisa (Università di Pisa)                                            | 151-200                                                | 201-300                                                |
| 3-7                                                    | Universidade de Turim (Università degli Studi di Torino)                             | 151-200                                                | 201-300                                                |
| 8-12                                                   | Universidade de Florença (Università degli Studi di Firenze)                         | 201-300                                                | 301-400                                                |
| 8-12                                                   | Universidade de Milan Bicocca (Università degli Studi di Milano – Bicocca)           | 301-400                                                | 301-400                                                |
| 8-12                                                   | Universidade de Nápoles Federico II (Università degli Studi di Napoli – Federico II) | 301-400                                                | 301-400                                                |
| 8-12                                                   | Universidade de Pavia (Università degli Studi di Pavia)                              | 401-500                                                | 301-400                                                |
| 8-12                                                   | Universidade de Roma Tor Vergata (Università degli Studi di Roma – Tor Vergata)      | 301-400                                                | 301-400                                                |
| 13-16                                                  | Universidade de Ferrara (Università degli Studi di Ferrara)                          | 401-500                                                | 401-500                                                |
| 13-16                                                  | Universidade de Palermo (Università degli Studi di Palermo)                          | 401-500                                                | 401-500                                                |
| 13-16                                                  | Universidade de Trieste (Università degli Studi di Trieste)                          | 401-500                                                | 401-500                                                |
| 13-16                                                  | Universidade Vita-Salute San Raffaele (Università Vita-Salute San Raffaele)          | -                                                      | 401-500                                                |
| -                                                      | Scuola Normale Superiore di Pisa                                                     | 301-400                                                | 501-600                                                |

### Instituições internacionais
- Agência Espacial Europeia
- Organização Europeia para a Pesquisa Nuclear

## Personalidades de destaque

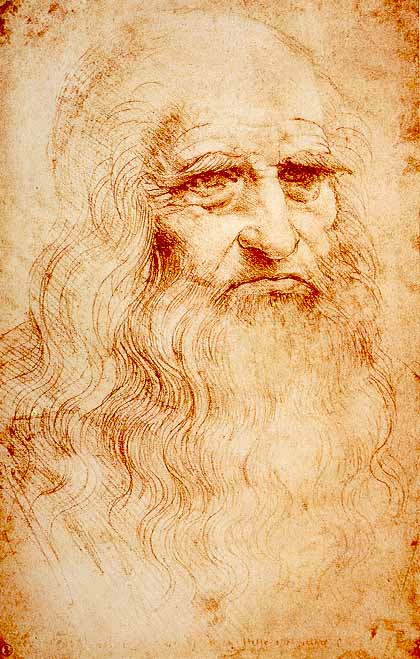
Leonardo

Entre os cientistas se destacam Galileo Galilei, o fundador da ciência moderna e e Leonardo da Vinci, um dos grandes gênios da humanidade; pintor, escultor, engenheiro, arquiteto, anatomista, musicista e inventor, representa no Renascimento Italiano, o espírito universalista que o leva a maiores formas de expressão nos diversos campos da arte e do conhecimento.

### Ciências matemáticas, físicas e naturais

#### Matemática
No curso da Idade Média e do Renascimento, Leonardo Fibonacci introduz os algarismos indo-arábicos, Niccolò Tartaglia resolve a equação cúbica e Girolamo Cardano e Paolo Ruffini contribuem para o desenvolvimento da álgebra. A partir do século XVIII, diversos matemáticos italianos contribuem com a nova disciplina da análise matemática: entre os quais Giuseppe Luigi Lagrange, fundador da mecânica analítica, Giuseppe Peano, notável pelo Teorema da existência de Peano e os axiomas de Peano, que ainda constituem um dos capítulos fundamentais da lógica e dos fundamentos da matemática, Jacopo Riccati, Ulisse Dini, Vito Volterra, Guido Fubini, Renato Caccioppoli, Eugenio Beltrami, Giuseppe Bruno, Ennio De Giorgi e Enrico Bombieri; a Bruno de Finetti é atribuída a reformulação dos fundamentos da probabilidade e estatística. Nos séculos XIX e XX se desenvolveram a escola italiana de geometria algébrica e geometria diferencial (os trabalhos de Luigi Bianchi, Tullio Levi-Civita e Gregorio Ricci-Curbastro forneceram a Albert Einstein os instrumentos matemáticos para a formulação da Teoria da relatividade geral).

#### Física

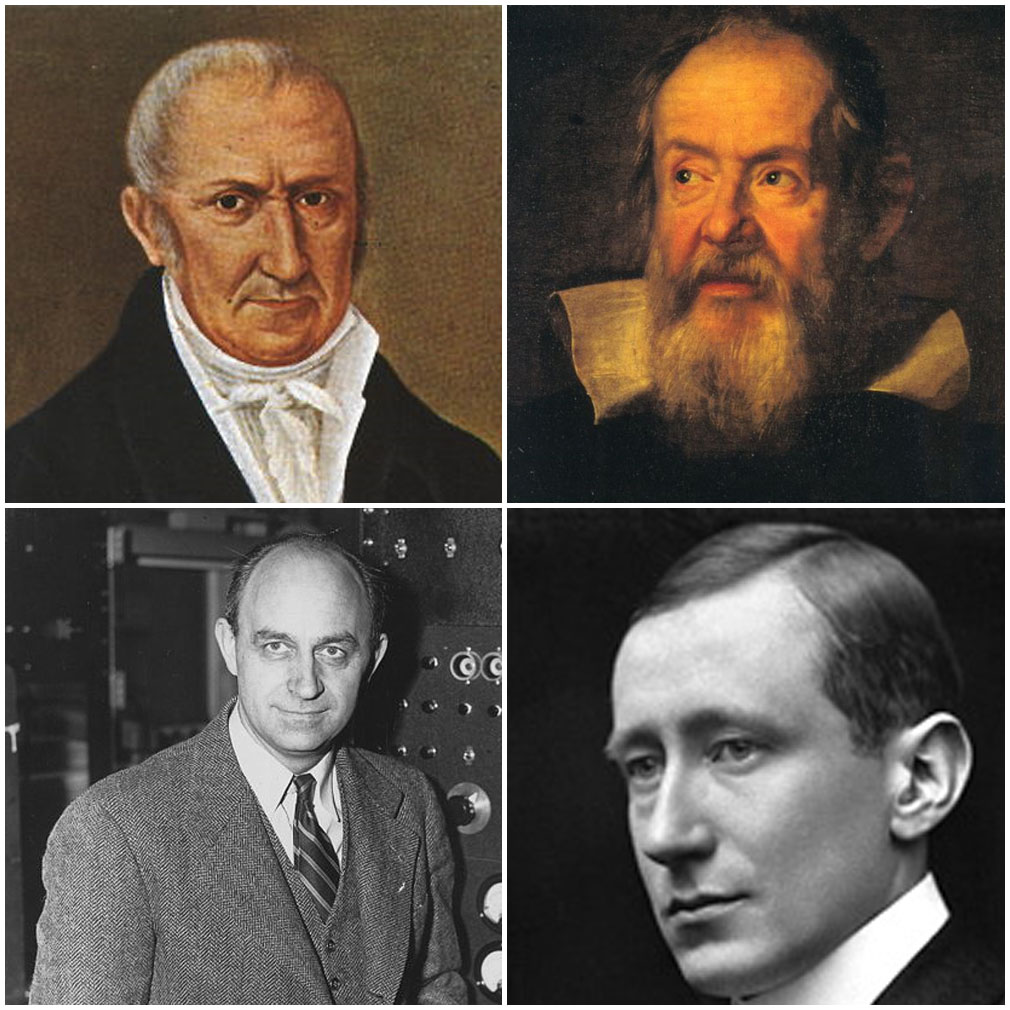
Do alto a esquerda em sentido horário: Volta, Galilei, Marconi e Fermi

No campo da física, o já citado Galileo, suportador do Sistema heliocêntrico e da Revolução copernicana, que introduziu o método científico e a invariância de Galileu,  destacam-se Alessandro Volta, Luigi Galvani, Augusto Righi e Eugenio Beltrami pelas descobertas e aplicações relativas da eletricidade, enquanto que a Galileo Ferraris devemos a descoberta do campo magnético rotativo, fenômeno de base do motor elétrico. Nos anos 1900s se ressaltam as figuras de Guglielmo Marconi, inventor do rádio, Enrico Fermi (e os rapazes da Via Panisperna) pelas contribuições na física nuclear, Emilio Segrè, descobridor do antipróton, Bruno Rossi pela pesquisa dos raios cósmicos, Carlo Rubbia no âmbito da física subnuclear e Riccardo Giacconi pela descoberta de fontes cósmicas de raios-x, todos laureados pelo prêmio Nobel de física. O estudioso Nicola Cabibbo contribui com a teoria sobre a interação fraca no campo da física de partículas, para o qual a Itália dispõe do Laboratório Nacional do Gran Sasso, o laboratório subterrâneo mais extenso do mundo. Federico Faggin por sua vez contribuiu de maneira essencial para os microprocessadores.

#### Química
Contribuições importantes são dadas por cientistas como Stanislao Cannizzaro, inventor da reação de Cannizzaro, no âmbito da química orgânica, Ascanio Sobrero, inventor da nitroglicerina, Giacomo Fauser e Luigi Casale, idealizadores de um processo de síntese do amoníaco difuso em todo o mundo e de Amedeo Avogadro, aquele que introduziu o conceito de mol e o número de Avogadro, No Âmbito da química industrial, se distingue Giulio Natta, prêmio Nobel pela química pelos seus estudos de polímeros.

### Medicina
A tradição médica italiana tem origens medievais, com a Escola Médica Salernitana, a primeira e mais importante instituição do mundo medieval. Gabriele Falloppio descobriu as estruturas das trompas de Falópio;  Marcello Malpighi formula a teoria de funcionamento dos pulmões e a estrutura dos corpúsculos renais;  Giovanni Battista Morgagni é considerado o fundador da anatomia patológica contemporânea; a teoria da transmissão da malária pelos mosquitos é feita primeiramente pelo médico Giovanni Maria Lancisi e Lazzaro Spallanzani, que refuta a teoria da geração espontânea; no século XX, existem médicos de destaque como Camillo Golgi (descobridor do complexo de Golgi), Daniel Bovet, Salvador Luria, Renato Dulbecco, Rita Levi-Montalcini  (com trabalhos sobre os fatores de crescimento) e Mario Capecchi, todos laureados pelo prêmio Nobel de medicina.

### Ciências humanas

#### Economia
No âmbito econômico dos anos 1700s e 1800s, se destacam as figuras de Pietro Verri, fundador do jornal Il Caffè, de Gian Rinaldo Carli, de Quintino Sella, Ministro das finanças de três governos e presidente da Academia Nacional dos Linces e de Vilfredo Pareto. No século XX, destacam-se Francesco Saverio Nitti, respeitado economista e político notório por seus estudos sobre a Questão Meridional. Luigi Einaudi, intelectual e economista, além de ser o segundo presidente da república italiana; Piero Sraffa, que no livro Produção de mercadorias por meio de mercadorias critica o marginalismo; Franco Modigliani, vencedor do prêmio Nobel pela economia em 1985; Paolo Sylos Labini, Federico Caffè e Tommaso Padoa-Schioppa, que já foi Ministro da economia italiano e dirigente do Fundo Monetário Internacional.

#### Geografia
O interesse pela exploração geográfica, que nos anos 1200s levou Marco Polo a China seguindo a Rota da Seda, atinge o ápice nos séculos XV e XVI, período das grandes navegações, nas quais o italiano Cristóvão Colombo realiza a primeira viagem dos europeus as Américas, época de Giovanni Caboto, que chega ao atual Canadá pela Nova Escócia, de Américo Vespucci, que explora o Novo Mundo e que em sua homenagem o continente é batizado com seu nome. Giovanni da Verrazzano explora a costa atlântica norte-americana. No século XX, Umberto Nobile, a bordo do dirigível Norge, é a primeira pessoa a sobrevoar o pólo norte.

### Laureados com Nobel
| Ano  | Ganhador             | Campo    | Contribuição |
| ---- | -------------------- | -------- | --- |
| 1906 | Camillo Golgi        | Medicina | "Em reconhecimento ao trabalho sobre a estrutura do sistema nervoso" |
| 1909 | Guglielmo Marconi    | Física   | "Em reconhecimento das suas contribuições no desenvolvimento da telegrafia sem fio" |
| 1938 | Enrico Fermi         | Física   | "pelas suas demonstrações da existência de novos elementos radioativos produzidos pela irradiação de nêutrons e pela sua relacionada descoberta de reações nucleares trazidas por nêutrons lentos" |
| 1957 | Daniel Bovet         | Medicina | "pelas suas descobertas relacionando componentes sintéticos que inibem a ação de certas substâncias corpóreas, especialmente a sua ação no sistema ascular e dos músculos esqueléticos"            |
| 1959 | Emilio Gino Segrè    | Física   | "pela sua descoberta do anti-próton" |
| 1963 | Giulio Natta         | Química  | "pelas suas descobertas no campo da química e tecnologia de altos polímeros" |
| 1969 | Salvador Luria       | Medicina | "pela suas descobertas relativas a mecanismos de replicação da estrutura genética de vírus" |
| 1975 | Renato Dulbecco      | Medicina | "pelas suas descobertas com relação a interação entre vírus de tumores e o material genético da célula"                                                                                            |
| 1984 | Carlo Rubbia         | Física   | "pela sua decisiva contribuição para o projeto maior, que levou a descoberta de campo das partículas W e Z, comunicadores da interação fraca"                                                      |
| 1985 | Franco Modigliani    | Economia | |
| 1986 | Rita Levi-Montalcini | Medicina | "pelas suas descobertas nos fatores de crescimento" |
| 2002 | Riccardo Giacconi    | Física   | "por contribuições pioneiras a astrofísica, que levou a descoberta de fontes de raio-x cósmicas"                                                                                                   |
| 2007 | Mario Capecchi       | Medicina | "pelas suas descobertas de princípios para a introdução de modificações específicas de genes de ratos pelo uso de células tronco embrionárias"                                                     |
| 2021 | Giorgio Parisi       | Física   | "pela descoberta da interação entre desordens e flutuações em sistemas físicos, de escalas atômicas até planetárias"                                                                               |

## Leitura complementar
- Cocco, Sean. Assistindo Vesúvio: Uma História da Ciência e da Cultura no Início da Itália Moderna (2012)
- Cocco, Sean. "Localização das Ciências Naturais no Início da era Moderna de Nápoles," ch 20 em Um Companheiro para o Início da era Moderna de Nápoles (2013) pp: 453+.
- Galdabini, Silvana, e Giuseppe Giuliani. "A física na Itália, entre 1900 e 1940: As universidades, os físicos, os fundos, e a investigação". Estudos históricos em ciências físicas e biológicas (1988): 115-136. CONWAY
- Miele, Aldo, ed. Gli Scienziati Italiani dall''Inizio del Medio Eno ai Nostri Dias. Vol. 1, Parte 1 (Nardecchia, 1921)
  - «Review: Gli Scienziati Italiani dall'Inizio del Medio Eno ai Nostri Giorni, ed. by Aldo Miele». The American Mathematical Monthly. 28. doi:10.2307/2972288
- Orlando, Lúcia. "A física na década de 1930: a Judaica Físicos' Contribuição para a Realização de" Novas Tarefas" da Física, na Itália." Estudos históricos em ciências físicas e biológicas (1998): 141º-181º. CONWAY
- Pancaldi, Giuliano. "Vito volterra: Cosmopolita ideais e a nacionalidade italiana comunidade científica entre a belle époque e a primeira guerra mundial." Minerva (1993) 31#1 pp: 21-37.
- Schmitt, Charles B. a Ciência nas universidades italianas do século xvi e início do xvii (Macmillan, de 1975)
- Turchetti, Simone. O Pontecorvo Assunto: A Guerra Fria Deserção e Física Nuclear (University of Chicago Press, 2012)